# تاریخ معاصر عراق
پس از جنگ جهانی اول عراق از امپراتوری شکست خورده عثمانی به کنترل بریتانیا منتقل شد. پادشاهی عراق در سال ۱۹۳۲ تحت قیمومت بریتانیا تأسیس شد. در انقلاب ۱۴ ژوئیه ۱۹۵۸، پادشاه فیصل دوم برکنار و کشته شد و جمهوری عراق اعلام شد. در سال ۱۹۶۳، حزب بعث کودتا کرد و در همان سال توسط کودتا دیگری سرنگون شد، اما در سال ۱۹۸۸ موفق شد قدرت را دوباره به دست آورد. صدام حسین در سال ۱۹۷۹ قدرت را به دست آورد و تا باقی قرن در طول جنگ ایران-عراق در دهه ۱۹۸۰، حمله به کویت و جنگ خلیج فارس ۱۹۹۰ تا ۱۹۹۱ و تحریم‌های سازمان ملل در دهه ۱۹۹۰ در عراق حکومت کرد، صدام در سال ۲۰۰۳ در حمله به عراق از قدرت خارج شد.

## قیمومت بریتانیا
فرمانروایی عثمانی بر عراق تا جنگ جهانی اول که عثمانی‌ها در کنار امپراتوری آلمان و قدرت‌های مرکزی قرار گرفتند ادامه داشت. در کارزار بین‌النهرین علیه قدرتهای مرکزی، نیروهای بریتانیا به کشور حمله کردخ و در جریان محاصره کوت (۱۶–۱۹۱۵) از ارتش عثمانی شکست بزرگی را متحمل شدند. نیروهای بریتانیا دوباره سازماندهی شده و در سال ۱۹۱۷ بغداد را تصرف کردند. یک آتش‌بس در سال ۱۹۱۸ امضا شد.

نقشه عراق عثمانی.

عراق امروزی از سه استان سابق امپراتوری عثمانی، ولایت بغداد، ولایت موصل و ولایت بصره که به «العراق» معروف بودند، تأسیس شد. توافق‌نامه سایکس–پیکو یک توافق محرمانه بین بریتانیا و فرانسه و با موافقت امپراتوری روسیه بود که حوزه نفوذ و کنترل مربوط آنها را در غرب آسیا پس از سقوط امپراتوری عثمانی در طول جنگ جهانی اول تعریف می‌کرد. این قرارداد در ۱۶ مه ۱۹۱۶ منعقد شد. در ۱۱ نوامبر ۱۹۲۰ به قیمومت تحت کنترل بریتانیا با نام «دولت عراق» تبدیل شد.
بریتانیا یک سلطنت هاشمی را بر عراق تحمیل کرد و حدود سرزمینی عراق را بدون در نظر گرفتن سیاست گروه‌های قومی و مذهبی مختلف در این کشور، به‌ویژه کردها و آشوری‌ها در شمال، تعیین کرد. در دوران اشغال عراق توسط بریتانیا، شیعیان و کردها برای استقلال جنگیدند.
بریتانیا که با هزینه‌های پیچیده مواجه شد و تحت تأثیر اعتراضات عمومی توماس ادوارد لورنس در تایمز قرار گرفت، در اکتبر ۱۹۲۰، کمیسر مدنی جدید سر پرسی کاکس را جایگزین آرنولد ویلسون کرد. کاکس موفق به سرکوب شورش شد، اما همچنان مسئول اجرای سیاست سرنوشت ساز همکاری نزدیک با اقلیت سنی عراق بود.
در دوره قیمومت و پس از آن، بریتانیا از رهبری سنتی سنی (مانند شیخ‌های قبیله‌ای) بر جنبش ملی‌گرایانه رو به رشد شهری حمایت کرد. قانون اسکان اراضی به مشایخ عشایر این حق را می‌داد که اراضی قبیله ای مشاع را به نام خود ثبت کنند. مقررات اختلافات قبیله ای به آنها حقوق قضایی می‌داد، در حالی که قانون حقوق و وظایف دهقانان در سال ۱۹۳۳ مستاجران را به شدت کاهش می‌داد و آنها را از ترک زمین منع می‌کرد مگر اینکه تمام بدهی‌هایشان به صاحبخانه تسویه شده باشد. انگلیسی‌ها زمانی که منافعشان در خطر بود، مانند کودتای رشیدعالی گیلانی به نیروی نظامی متوسل شدند. این کودتا به حمله بریتانیا به عراق با استفاده از نیروهای ارتش هند بریتانیا و هنگ عربی از اردن انجامید.

## جمهوری عراق

### اوایل دهه ۱۹۶۰
در سال ۱۹۶۱، کویت از بریتانیا استقلال یافت و عراق مدعی حاکمیت بر کویت شد. همان‌طور که در دهه ۱۹۳۰، قاسم ادعای عراق را بر این ادعا استوار کرد که کویت ناحیه ای از استان بصره عثمانی بوده است که به ناحق توسط بریتانیایی‌ها از بدنه اصلی دولت عراق در زمان ایجاد آن در دهه ۱۹۲۰ جدا شده است. بریتانیا به شدت به ادعای عراق واکنش نشان داد و برای بازدارندگی عراق، نیروهای خود را به کویت فرستاد. قاسم مجبور به عقب‌نشینی شد. پس از مرگ قاسم، دولت جدید عراق در اکتبر ۱۹۶۳ حاکمیت کویت را به رسمیت شناخت.
دوره ای از بی‌ثباتی قابل توجه به دنبال داشت.

### کودتای ۱۹۶۳ بعث
قاسم در فوریه ۱۹۶۳، زمانی که حزب بعث در انقلاب رمضان به رهبری ژنرال احمد حسن البکر (نخست‌وزیر) و سرهنگ عبدالسلام عارف (رئیس‌جمهور) قدرت را در عراق به دست گرفت، ترور شد. نه ماه بعد، عبدالسلام عارف کودتای موفقی را علیه دولت بعث رهبری کرد.

### ۱۹۶۶ انتصاب مجدد جمهوری
در ۱۳ آوریل ۱۹۶۶، رئیس‌جمهور عبدالسلام عارف در یک سقوط هلیکوپتر جان خود را از دست داد و برادرش ژنرال عبدالرحمن عارف جانشین وی شد. در سالهای ۱۹۶۷–۱۹۶۸ کمونیستهای عراق در جنوب عراق شورش کردند.